# Sarrians
Sarrians é uma comuna francesa na região administrativa da Provença-Alpes-Costa Azul, no departamento de Vaucluse. Estende-se por uma área de 37,49 km². Em 2010 a comuna tinha 6 165 habitantes (densidade: 164,4 hab./km²).